# Red Star OS
Red Star OS (en chosŏn'gŭl, 붉은별; romanización revisada, Bulg-eun Byeol; McCune-Reischauer, Pulk'ǔn Pyǒl) es un sistema operativo basado en Linux. Comenzó a desarrollarse en 2002 por el Centro de computación de Corea. Antes de su desarrollo, las computadoras de Corea del Norte empleaban generalmente versiones en inglés de  Microsoft Windows. Cerca del 2010, se encontraba en su versión 2.0. Solo está disponible en coreano, localizado con terminología y pronunciación norcoreana.
No se debe confundir con la distribución latinoamericana Estrella Roja GNU Linux anteriormente también llamada Red Star.

## Detalles técnicos
Está basado en el escritorio KDE 3.x, y ofrece una versión del explorador de Internet Mozilla Firefox, modificada para navegar en la intranet norcoreana, llamado Naenara ("Mi país"). También incluye otros programas como editor de texto, un cliente de correo electrónico, reproductor de audio y video, videojuegos, y WINE para usar programas de Windows. También se sabe que contiene un spyware para vigilar a las personas.
Los requerimientos de sistema para ejecutar Red Star OS son los siguientes:
- Pentium III 800 MHz
- 256 MB de RAM
- 3 GB de espacio en el disco duro

## Atención en los medios de comunicación

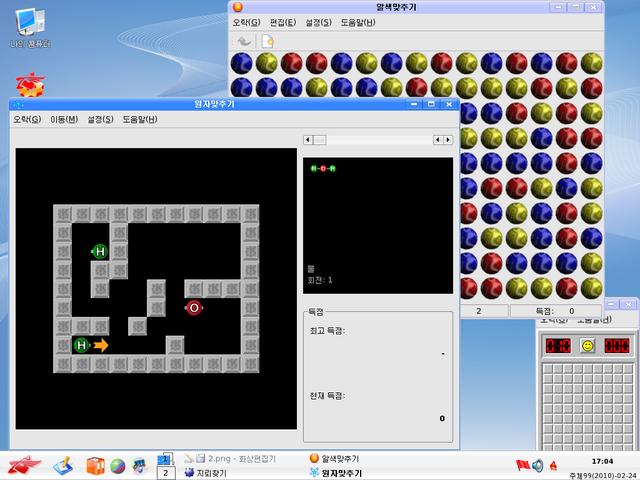
Ventanas de varias aplicaciones ejecutándose en Red Star OS

El periódico japonés pro-norcoreano Choson Sinbo entrevistó a dos programadores de Red Star OS en junio de 2006. En febrero de 2010, un estudiante ruso en la Universidad Kim Il-sung de Pionyang compró una copia (a unos 5 dólares) y publicó sobre el sistema operativo en su cuenta de LiveJournal; la estación de televisión rusa RT tomó su publicación y la tradujo al inglés. Posteriormente blogs en inglés sobre tecnología (incluyendo Engadget y OSNews), así como también agencias de noticias surcoreanas como Yonhap, republicaron el contenido.